# Irssi
Irssi er et IRC-klientprogram lavet af Timo Sirainen og udgivet under GNU General Public License (GPL) for første gang i 1999. Det er skrevet i programmeringssproget C og benytter som regel en tekstbaseret brugergrænseflade, da det primært er udviklet til Unix-lignende operativsystemer.
Irssi er det første populære tekstbaserede IRC-klientprogram siden ircII der ikke baserede sig på kildekoden til ircII, som det er tilfældet med fx BitchX, EPIC og ScrollZ. Irssi har desuden understøttelse for moduler, Perl-scripting og grafiske temaer.

## Etymologi
Irssi stammer fra finsk slang og betyder at IRC'e, eller at benytte IRC-chat. Der findes en officiel udtale af navnet (en konvention der blev gjort populær af Linus Torvalds og hans Linuxkerne), men de fleste udtaleformer er generelt accepterede.

## Irssis opbygning
Irssis brugergrænseflade er modulært opbygget. Den består af vinduer og statusbarer samt et gennemgående system for signaler der benyttes af de fleste kommandoer.
En konsekvens af dette er blandt andet at man med kommandoer kan ændre på hvordan forbindelsen til en IRC-server skal anskues på. I standardopsætningen efterligner Irssi de grafiske IRC-klientprogrammers inddeling af ét vindue per IRC-kanal eller privatsamtale, men dette kan eksempelvis ændres til BitchX's inddeling af ét vindue per IRC-netværk indeholdende flere IRC-kanaler samtidig. (Kollektivt sorteres IRC-kanaler og privatsamtaler under window items.)
En anden konsekvens er at statusbaren, hvis koncept Irssi gentager fra tidligere tekstbaserede IRC-klientprogrammer, alene er defineret ud fra dens position i terminalen og de elementer den indeholder (statusbar items). Disse statusbar items kan flyttes, fjernes og skabes ud fra scripts.

## Irssis features
Irssi understøtter en række funktioner fra sin standardopsætning, heriblandt:
- Mulighed for at forbinde til flere IRC-servere af gangen (nu en gængs funktion)
- En udførlig hjælpekommando, /help kommando med forklaringer og eksempler
- Completions, der kan fuldføre ord man skriver, enten automatisk eller ved at trykke på <tab>-knappen, ligesom ved fuldførelse af brugernavne.
- DCC-understøttelse til private samtaler eller overførsel af filer.
- Highlighting, der kan fremhæve tekst på basis af flere kriterier, heriblandt regulære udtryk.
- En ignore-kommando
- En søgefunktion til forrige hændelser kaldet lastlog
- Et logsystem der kan gemme hændelser til filer på grundlag af flere kriterier.